# 1415
| [ Edytuj tabelę ]                          | |
| Król Polski                                | - 1386 Władysław II Jagiełło 1434                                                                                    |
| Współksiążęta Andory                       | - 1396 Galcerà de Vilanova 1415 - 1412 Jan I 1436                                                                    |
| Król Anglii                                | - 1413 Henryk V 1422                                                                                                 |
| Król Aragonii i Walencji, hrabia Barcelony | - 1412 Ferdynand I Sprawiedliwy 1416                                                                                 |
| Władca Azteków                             | - 1395 Huitzilíhuitl 1417                                                                                            |
| Elektor Brandenburgii                      | - 1411 Zygmunt Luksemburski 1415 - 1415 Fryderyk I 1440                                                              |
| Książę Bawarii-Ingolstadt                  | - 1413 Ludwik VII Brodaty 1443                                                                                       |
| Książę Bawarii-Landshut                    | - 1393 Henryk XVI Bogaty 1450                                                                                        |
| Książę Bawarii-Monachium                   | - 1397 Ernest 1438                                                                                                   |
| Książę Burgundii                           | - 1404 Jan bez Trwogi 1419                                                                                           |
| Cesarz Bizancjum                           | - 1391 Manuel II Paleolog 1425                                                                                       |
| Sułtan Brunei                              | - 1405 Muhammad 1415 - 1415 Ahmad 1425                                                                               |
| Cesarz Chin                                | - 1402 Yongle 1424                                                                                                   |
| Król Cypru                                 | - 1398 Janusz 1432                                                                                                   |
| Król Czech                                 | - 1378 Wacław IV Luksemburski 1419                                                                                   |
| Król Danii                                 | - 1396 Eryk Pomorski 1439                                                                                            |
| Dalajlama                                  | - 1391 Gendun Drup 1474                                                                                              |
| Władca Egiptu                              | - 1412 Al-Mu’ajjad Szajch 1421                                                                                       |
| Cesarz Etiopii                             | - 1414 Izaak 1429 |
| Król Francji                               | - 1380 Karol VI 1422                                                                                                 |
| Król Gruzji                                | - 1412 Aleksander 1442                                                                                               |
| Hrabia Holandii                            | - 1404 Wilhelm VI 1417                                                                                               |
| Władca Inków                               | - 1410 Viracocha 1438                                                                                                |
| Cesarz Japonii                             | - 1412 Shōkō 1428 |
| Kalif                                      | - 1414 Al-Mu’tadid II 1441                                                                                           |
| Król Kastylii i Leónu                      | - 1406 Jan II Kastylijski 1454                                                                                       |
| Patriarcha Konstantynopola                 | - 1410 Eutymiusz II 1416                                                                                             |
| Władca Korei                               | - 1400 Taejong 1418                                                                                                  |
| Najwyższy książę litewski                  | - 1401 Jagiełło 1434                                                                                                 |
| Wielki książę litewski                     | - 1392 Witold 1430                                                                                                   |
| Cesarz Majapahitu                          | - 1389 Wikramawardhana 1429                                                                                          |
| Sułtan Maroka                              | - 1398 Usman III 1421                                                                                                |
| Książę Mediolanu                           | - 1412 Filip Maria 1447                                                                                              |
| Wielki książę moskiewski                   | - 1389 Wasyl I 1425                                                                                                  |
| Król Nawarry                               | - 1387 Karol III Szlachetny 1425                                                                                     |
| Król Norwegii                              | - 1396 Eryk Pomorski 1442                                                                                            |
| Sułtan Omanu                               | - 1406 Machzum ibn al-Fallah 1435                                                                                    |
| Elektor Palatynatu                         | - 1410 Ludwik III 1436                                                                                               |
| Papież awinioński                          | - 1394 Benedykt XIII 1417                                                                                            |
| Papież soborowy                            | - 1410 Jan XXIII 1415                                                                                                |
| Papież                                     | - 1406 Grzegorz XII 1415                                                                                             |
| Król Portugalii                            | - 1385 Jan I 1433 |
| Cesarz Rzymski (niemiecki)                 | - 1410 Zygmunt Luksemburski 1437                                                                                     |
| Kapitanowie Regenci San Marino             | - 1415 Bettino di Paolo Silvestro di Cecco 1415 - 1415 Paolino di Giovanni di Bianco Antonio di Simone Belluzzi 1415 |
| Despota Serbii                             | - 1402 Stefan IV Lazarević 1427                                                                                      |
| Elektor Saksonii                           | - 1388 Rudolf III Saski 1419                                                                                         |
| Król Szkocji                               | - 1406 Jakub I 1437                                                                                                  |
| Król Szwecji                               | - 1396 Eryk XIII Pomorski 1439                                                                                       |
| Król Tajlandii                             | - 1409 Intha Racha 1424                                                                                              |
| Sułtan Turków                              | - 1413 Mehmed I 1421                                                                                                 |
| Doża Wenecji                               | - 1413 Tommaso Mocenigo 1423                                                                                         |
| Król Węgier                                | - 1387 Zygmunt Luksemburski 1437                                                                                     |
| Wielki mistrz zakonu krzyżackiego          | - 1414 Michael Küchmeister von Sternberg 1422                                                                        |

Rok 1415 / MCDXV
stulecia: XIV wiek ~
XV wiek ~
XVI wiek

lata: 1405 «
1410 «
1411 «
1412 «
1413 «
1414 «
1415
» 1416
» 1417
» 1418
» 1419
» 1420
» 1425

## Wydarzenia w Polsce
- Styczeń – polska delegacja z abpem Mikołajem Trąbą dotarła na obrady soborowe w Konstancji i została dokooptowana do posiedzeń nacji niemieckiej – właściwa rozprawa między Polską a zakonem toczyła się przed komisją soborową kardynała Franciszka Zabarelli; co prawda na początku soboru Jan XXIII znosił wszelkie przywileje krzyżackie odnośnie do ziem polskich i litewskich oraz ustanowił Jagiełłę wikariuszem generalnym dla Pskowa i Nowogrodu, lecz wobec konieczności depozycji wszystkich papieży i wyboru nowego miało to niewielkie znaczenie. Wobec przewlekania się sporu Jagiełło podniósł sprawę chrystianizacji Żmudzi i unii z Kościołem Wschodnim – do Konstancji przybyła delegacja Żmudzinów z prośbą o powierzenie chrystianizacji Jagielle.
- 7 czerwca – przez teren Polski przechodził pas całkowitego zaćmienia Słońca.
- Lipiec – część posłów polskich na sobór w Konstancji protestowała przeciw osądzeniu i spaleniu Jana Husa, jednak konieczność przedstawienia Jagiełły jako gorliwego chrześcijanina ograniczyła możliwości protestu.
- Jagiełło wyprawił kilka statków z pszenicą z niedawno zdobytego portu Chadżybej nad Morzem Czarnym (obecna Odessa)

## Wydarzenia na świecie
- 4 maja – sobór w Konstancji potępił poglądy Johna Wycliffe’a.
- 29 maja – sobór w Konstancji pozbawił urzędu antypapieża Jana XXIII.
- 6 lipca – spalono Jana Husa za głoszenie herezji podczas soboru w Konstancji.
- 25 października – wojna stuletnia: miażdżące zwycięstwo Anglików nad Francuzami w bitwie pod Azincourt.
- Portugalczycy zajęli Ceutę.

## Zdarzenia astronomiczne
- 7 czerwca – całkowite zaćmienie Słońca, widoczne w Polsce[1].

## Urodzili się
- 10 marca – Wasyl II Ślepy, wielki książę moskiewski (zm. 1462)
- 21 września – Fryderyk III, cesarz rzymsko-niemiecki (zm. 1493)
- 1 grudnia – Jan Długosz, historyk i kronikarz polski, kanonik krakowski (zm. 1480)

## Zmarli
- 15 kwietnia – Manuel Chryzoloras, bizantyński filolog, jeden z prekursorów renesansu (ur. ok. 1350)
- 4 czerwca – Henryk Vogelsang, biskup warmiński (ur. ?)[2]
- 6 lipca – Jan Hus, czeski reformator religijny (ur. ok. 1370)[3]
- 23 sierpnia – Warcisław VIII, książę rugijski (ur. 1373)[4]